# Tente Sánchez
Pour les articles homonymes, voir Sánchez.
José Vicente Sánchez Felip, plus connu sous le nom de Tente Sánchez, né le 8 octobre 1956 à Barcelone (Catalogne, Espagne), est un footballeur espagnol qui jouait au poste de défenseur. Il effectue l'essentiel de sa carrière au FC Barcelone.
Dans les années 1990, il devient représentant de joueurs.

## Carrière

### En club
Tente Sánchez joue avec le FC Barcelone pendant onze saisons entre 1975 et 1986 (352 matchs en tout). Avec le Barça, il remporte deux Coupes des coupes, un championnat d'Espagne et trois Coupes d'Espagne. Il est le capitaine du Barça pendant deux saisons.
En 1986, il est recruté par le Real Murcie où il joue jusqu'en 1988. Tente Sánchez joue la saison 1988-1989 avec le CE Sabadell. Au terme de cette saison, il met un terme à sa carrière de joueur.
Au début des années 1990, il devient représentant de joueurs.

### En équipe nationale
Tente Sánchez joue son premier match avec l'Espagne le 4 octobre 1978 contre la Yougoslavie.
Il dispute la Coupe du monde de 1982 avec l'équipe d'Espagne. Lors du mondial, il joue 3 matchs : contre le Honduras, la Yougoslavie et l'Irlande du Nord.
Il dispute également les Jeux olympiques d'été de 1976 organisés à Montréal.
Il joue un total de 14 matchs avec l'Espagne.

## Palmarès
Avec le FC Barcelone :
- Vainqueur de la Coupe d'Europe des vainqueurs de coupe en 1979 et 1982
- Champion d'Espagne en 1985
- Vainqueur de la Coupe d'Espagne en 1978, 1981 et 1983
- Vainqueur de la Copa de la Liga en 1983 et 1986
- Vainqueur de la Supercoupe d'Espagne en 1983